# Aurora (Nevada)
Aurora es un área no incorporada ubicada en el condado de Mineral en el estado estadounidense de Nevada.

## Geografía
Aurora se encuentra ubicado en las coordenadas 38°17′21″N 118°53′57″O / 38.28917, -118.89917.